# Eric Van Meir
Eric Van Meir (Deurne, 28 februari 1968) is een voormalig Belgisch voetballer. Hij speelde als libero of centrale verdediger. Na zijn actieve voetbalcarrière werd hij trainer.

## Carrière als speler
Op clubniveau
Van Meir speelde in zijn carrière voor Hoboken SK, Berchem Sport, Sporting Charleroi, Lierse SK en Standard Luik.
Met Lierse haalde hij diverse trofeeën: het landskampioenschap in 1997, de Beker van België in 1999 en de Supercup in 1997 en 1999.  Hij eindigde in 1997 ook tweede in het referendum van de  Gouden Schoen achter Pär Zetterberg.  Hij speelde ook diverse keren Europees voetbal, waaronder de Champions League in het seizoen 1997-98.
Van Meir scoorde uitzonderlijk veel voor een verdediger.  Zo was hij in zowel 1997, 1999 als 2000 topscorer bij zijn club.
Bij het 100-jarig bestaan van Lierse in 2006, werd Eric Van Meir door de supporters verkozen als speler in het "Lierse-elftal van de eeuw".
Als international
Hij speelde ook als Rode Duivels. Hij was aanwezig op drie Wereldbekers (1994, 1998, 2002) en één Europees Kampioenschap (2000), maar hij speelde telkens slechts enkele matchen. In totaal haalde hij 35 caps uit 59 selecties voor de nationale ploeg. Onder leiding van bondscoach Paul Van Himst maakte Van Meir zijn debuut op woensdag 6 oktober 1993 in de vriendschappelijke interland tegen Gabon (2-1), net als Glen De Boeck (Mechelen).

## Carrière als (assistent-)trainer
Na zijn actieve werd Eric Van Meir in 2003 assistent-trainer bij Lierse SK.  Na het ontslag van Aimé Anthuenis werd hij in september 2010 aangesteld als hoofdtrainer van de club. In januari 2011 werd hij in die functie opgevolgd door Trond Sollied, waarna Van Meir assistent technisch directeur werd bij Lierse.
Op 2 mei 2011 werd hij aangesteld als trainer van KV Turnhout, de zusterclub van Lierse SK.
In 2014 was hij even trainer van Berchem. Daarna keerde hij terug als assistent naar Lierse SK.
Vanaf september 2015 was hij actief als hoofdtrainer bij Lierse SK.

## Erelijst
Als speler
- 1993: Finalist Beker van België met Sporting Charleroi
- 1996-1997: Landskampioen met Lierse SK
- 1997: Belgische Supercup met Lierse SK
- 1999: Winnaar Beker van België met Lierse SK
- 1999: Belgische Supercup met Lierse SK

Als assistent-trainer
- 2009-2010: Kampioen Exqi League met Lierse SK

## Statistieken als speler
Op clubniveau
| seizoen | club               | land   | competitie     | wed. | goals |
| ------- | ------------------ | ------ | -------------- | ---- | ----- |
| 1985/86 | Berchem Sport      | België | Tweede Klasse  | 13   | 0     |
| 1986/87 | Berchem Sport      | België | Eerste Klasse  | 30   | 1     |
| 1987/88 | Berchem Sport      | België | Tweede Klasse  | 29   | 2     |
| 1987/88 | Berchem Sport      | België | Tweede Klasse  | 27   | 0     |
| 1989/90 | Berchem Sport      | België | Tweede Klasse  | 25   | 6     |
| 1990/91 | Berchem Sport      | België | Derde Klasse A | 0    | 0     |
| 1991/92 | Sporting Charleroi | België | Eerste Klasse  | 4    | 0     |
| 1992/93 | Sporting Charleroi | België | Eerste Klasse  | 30   | 3     |
| 1993/94 | Sporting Charleroi | België | Eerste Klasse  | 31   | 4     |
| 1994/95 | Sporting Charleroi | België | Eerste Klasse  | 23   | 2     |
| 1995/96 | Sporting Charleroi | België | Eerste Klasse  | 29   | 5     |
| 1996/97 | K. Lierse SK       | België | Eerste Klasse  | 30   | 16    |
| 1997/98 | K. Lierse SK       | België | Eerste Klasse  | 25   | 5     |
| 1998/99 | K. Lierse SK       | België | Eerste Klasse  | 32   | 14    |
| 1999/00 | K. Lierse SK       | België | Eerste Klasse  | 27   | 16    |
| 2000/01 | K. Lierse SK       | België | Eerste Klasse  | 31   | 7     |
| 2001/02 | Standard Luik      | België | Eerste Klasse  | 30   | 2     |
| 2002/03 | Standard Luik      | België | Eerste Klasse  | 5    | 0     |
| Totaal  | Totaal             | Totaal | Totaal         | 421  | 83    |

Als international bij de Rode Duivels
| seizoen | wed. | goals | opmerkingen        |
| ------- | ---- | ----- | ------------------ |
| 1993/94 | 2    | 0     | selectie WK 1994   |
| 1994/95 | 1    | 0     |                    |
| 1995/96 | 1    | 0     |                    |
| 1996/97 | 4    | 1     |                    |
| 1997/98 | 6    | 0     | selectie WK 1998   |
| 1998/99 | 3    | 0     |                    |
| 1999/00 | 1    | 0     | selectie Euro 2000 |
| 2000/01 | 7    | 0     |                    |
| 2001/02 | 10   | 0     | selectie WK 2002   |
| Totaal  | 35   | 1     |                    |

## Statistieken als trainer
| seizoen                    | club          | land   | competitie         | functie           |
| -------------------------- | ------------- | ------ | ------------------ | ----------------- |
| 2003-2007                  | K. Lierse SK  | België | Jupiler Pro League | assistent-trainer |
| 2007-2010                  | K. Lierse SK  | België | Exqi league        | assistent-trainer |
| 2010 - sep 2010            | K. Lierse SK  | België | Jupiler Pro League | assistent-trainer |
| sep 2010 - jan 2011        | K. Lierse SK  | België | Jupiler Pro League | hoofdtrainer      |
| mei 2011                   | KV Turnhout   | België | Tweede klasse      | hoofdtrainer      |
| mei 2014- sep 2014         | Berchem Sport | België | Derde klasse       | hoofdtrainer      |
| sep 2015 - maa 2017        | Lierse SK     | België | Tweede klasse      | hoofdtrainer      |
| Laatst bijgewerkt maa 2017 |               |        |                    |                   |